# Olcay Çakır
Olcay Çakır (13 de julho de 1993) é uma basquetebolista profissional turca.

## Carreira
Olcay Çakır integrou a Seleção Turca de Basquetebol Feminino, na Rio 2016, que terminou na sexta colocação.